# Diopsiulus calcarifer
Diopsiulus calcarifer är en mångfotingart som beskrevs av Demange och Jean-Paul Mauriès 1975. Diopsiulus calcarifer ingår i släktet Diopsiulus och familjen Stemmiulidae. Inga underarter finns listade i Catalogue of Life.